# White Center
White Center és una concentració de població designada pel cens dels Estats Units a l'estat de Washington. Segons el cens del 2020 tenia 16.631 habitants.

## Demografia
Segons el cens del 2000, White Center tenia 20.975 habitants, 7.542 habitatges, i 5.143 famílies. La densitat de població era de 2.388,9 habitants per km².
Dels 7.542 habitatges en un 35,6% hi vivien nens de menys de 18 anys, en un 45,3% hi vivien parelles casades, en un 16,4% dones solteres, i en un 31,8% no eren unitats familiars. En el 23,4% dels habitatges hi vivien persones soles el 6,7% de les quals corresponia a persones de 65 anys o més que vivien soles. El nombre mitjà de persones vivint en cada habitatge era de 2,78 i el nombre mitjà de persones que vivien en cada família era de 3,29.
Per edats la població es repartia de la següent manera: un 27,1% tenia menys de 18 anys, un 9,6% entre 18 i 24, un 31,8% entre 25 i 44, un 22,4% de 45 a 60 i un 9% 65 anys o més.
L'edat mediana era de 33 anys. Per cada 100 dones de 18 o més anys hi havia 100 homes.
La renda mediana per habitatge era de 40.480 $ i la renda mediana per família de 43.038 $. Els homes tenien una renda mediana de 34.937 $ mentre que les dones 27.391 $. La renda per capita de la població era de 17.339 $. Aproximadament el 12,3% de les famílies i el 14,7% de la població estaven per davall del llindar de pobresa.

## Poblacions més properes
El següent diagrama mostra les poblacions més properes.